# Södra klinsen
Södra klinsen är en ö i Finland. Den ligger i Bottenviken och i kommunen Larsmo i den ekonomiska regionen  Jakobstadsregionen i landskapet Österbotten, i den nordvästra delen av landet. Ön ligger omkring 85 kilometer nordöst om Vasa och omkring 410 kilometer norr om Helsingfors.
Öns area är 1,5 hektar och dess största längd är 170 meter i sydöst-nordvästlig riktning. I omgivningarna runt Södra klinsen växer i huvudsak blandskog.